# Guilherme Espírito Santo
Pour les articles homonymes, voir Espírito Santo (homonymie).
Guilherme Santa Graça Espírito Santo, plus communément appelé Espírito Santo, est un footballeur et athlète portugais né le 30 octobre 1919 à Lisbonne et mort le 25 novembre 2012 à Lisbonne.

## Biographie
Sportif au Benfica Lisbonne, il s'illustre dans deux sports, le football et l'athlétisme. Il brille en saut en longueur, en saut en hauteur et en triple saut, détenant trois records du Portugal pour ces disciplines. 
Espírito Santo abandonne définitivement l'athlétisme pour se consacrer exclusivement au football à partir des années 1940.

## Carrière
- 1936-1941 et 1943-1950 :  Benfica Lisbonne

## Palmarès

### En football
Avec le Benfica Lisbonne :
- Champion du Portugal en 1938, 1945 et 1950
- Vainqueur de la Coupe du Portugal en 1940, 1944 et 1949

### En athlétisme
- Record du saut en hauteur portugais (1,88 m) de 1940 à 1960
- Record du saut en longueur portugais (6,89 m) de 1938 à 1940
- Record du triple saut portugais (14,015 m) de 1938 à 1940